# Capacità mimetica del capitalismo
La capacità mimetica del capitalismo è un concetto che rientra in un discorso molto più ampio, portato avanti da Luc Boltanski ed Evè Chiapello, all'interno del saggio Il nuovo spirito del capitalismo.
Secondo gli autori, il nuovo spirito del capitalismo consiste nella capacità di sistemi e organizzazioni di fare proprie le critiche ricevute e neutralizzarle, trasformandole nelle principali fonti di cambiamento e innovazione.
Nonostante l'accanimento contro le forme capitalistiche, soprattutto a livello sociale ed estetico, il modello non è crollato come si auspicavano le forze rivoluzionarie, anzi si è potenziato includendo al suo interno anche queste due dimensioni.
L'obiettivo principale è quello di avvicinare le forme industriali al modello casalingo, mettendo i consumatori nella condizione di percepire ogni cosa come un elemento similare al mercato.
Il capitalismo, di base, è un sistema economico-sociale basato sulla proprietà privata dei mezzi di produzione e sulla separazione tra la classe dominante e quella dei lavoratori.
Il capitalista è colui che possiede un surplus e lo investe per trarne profitto.
Il sistema capitalistico viene poi applicato anche nel mondo dell'alimentare, dove il capitale viene concentrato nelle grandi multinazionali, che costituiscono dei veri e propri cartelli nel mondo dell'alimentazione, arrivando a controllare la maggior parte di marchi e aziende
Per capacità mimetica si intende l'abilità di imitare qualcosa o qualcuno, con lo scopo di trarne un vantaggio.
In questo il capitalismo si rende protagonista, trasformandosi e nutrendosi di ciò che trova sulla sua strada.
Le due definizioni vanno insieme perché il capitalismo negli anni ha cercato di assumere forme mimetiche per confondersi e continuare a esistere anche con le modifiche della società.

## Origine e sviluppo del termine
La capacità mimetica del capitalismo è una caratteristica del capitalismo contemporaneo o più semplicemente del neoliberismo.
Questa qualità non rappresenta una novità nel modo in cui si è creata. Il capitalismo, nel corso delle sue tappe storiche, ha cambiato forma, aggiunto elementi e si è espanso sempre a seguito di una crisi. Crisi verso la quale il capitalismo risponde per continuare a esistere: la capacità mimetica del capitalismo è la risposta ad un periodo storico di maggiore consapevolezza verso i consumi.
La capacità mimetica del capitalismo è una delle molteplici caratteristiche che il capitalismo, nel corso della storia, ha saputo introdurre all'interno delle sue strutture per poter sopravvivere e rispondere ai cambiamenti; come teorizzato già nel saggio di Max Weber L'etica protestante e lo spirito del capitalismo.
Secondo Boltanski e Chiapello ne Il nuovo Spirito del Capitalismo capacità mimetica è il tentativo del capitalismo di far proprie proprio quelle critiche che la nuova società rivolge ad esso, ed utilizzarle per mimetizzarsi all'interno di mercati all'apparenza non capitalistici sempre con l'obiettivo ultimo di generare nuove ondate di profitto.

## Protagonisti che alimentano il fenomeno
Con la fine del XX secolo le grandi aziende, colonne portanti della globalizzazione nel mondo, si sono accorte che era necessario sopprimere le caratteristiche industriali più esplicite dei loro beni e servizi a fronte di una maggior richiesta di "ritorno al passato", patriottico, legato al territorio e originale.
La richiesta dei consumatori verte sulla qualità, che vogliono ritrovare anche nei prodotti industriali.
Per seguire le logiche di profitto, le grandi aziende non possono permettersi un investimento tale da garantire al prodotto elevata qualità, perciò intervengono sui significati che si celano dietro al prodotto stesso.
In particolare viene manipolata la dimensione estetica e la dimensione materiale, agendo dunque sulle caratteristiche di contesto che circondano il prodotto.
L'industria alimentare non ha nessun interesse a produrre e fornirci alimenti genuini o di qualità. L'unico interesse è quello di macinare profitti ed è disposto a tutto pur di riuscire a raggiungere questo obiettivo, per cui il capitalismo trasforma qualunque cosa in una merce. l cibo è visto come una merce di scambio, e per le industrie è importante il guadagno economico. Il processo produttivo non è impostato sulla produzione agricola e sulla distribuzione degli alimenti, bensì sulla produzione di alimenti non necessariamente nutrienti; ciò che prevale è il senso estetico del prodotto, non la sua funzione nutrizionale. 

## Lo sviluppo dell'Industria alimentare in Italia
A partire dagli anni Cinquanta e Sessanta del XX secolo, l'industria alimentare italiana ha subìto notevoli cambiamenti, in particolare a causa del boom economico che modificò anche le modalità di consumo dei cibi e la loro distribuzione commerciale: attraverso l'utilizzo di macchinari innovativi aumentò in modo considerevole la produzione di alimenti elaborati in fabbrica come il cibo in scatola e i preparati già pronti per un uso rapido e semplificato. Le imprese medie e grandi dell'industria alimentare, concentrate sulla produzione di carni, zucchero, conserve vegetali e animali, dei dolci e della birra, iniziarono a compiere grandi investimenti in macchinari specifici per la produzione in grande scala di alimenti, riorganizzando i processi produttivi minimizzando consistentemente costi e prezzi e assecondando domanda di alimenti convenienti, facili da preparare ed economici soprattutto per la fascia di popolazione maggiore, composta principalmente da operai e impiegati in fabbrica che si ritrovavano con poco tempo a disposizione per cucinare e consumare i pasti. Bassi costi delle merci e aumento della globalizzazione, quindi, spiegano la produzione di cibi elaborati industrialmente, che risultavano essere più richiesti.

## Applicazioni in contesto aziendale
Eataly, l'azienda nata in collaborazione con Slow Food per promuovere la biodiversità e i prodotti del territorio, è un chiaro esempio di come il capitalismo si mimetizza nel mondo dell'alimentare. Eataly nonostante basi i propri valori sul rigetto nei confronti del cibo industriale e del cibo spazzatura, ovvero il cibo da fast food come patatine, hamburger e dolci industriali, non si contrappone totalmente al modello industriale, ma semplicemente ripulendolo di alcuni elementi.
I motivi del successo di questa azienda sono stati l'appoggio della comunità politica e una forte comunicazione mediale. Troviamo inoltre anche l'idea di italianità che trasforma uno stato in un brand, con conseguenza un grande aumento delle esportazioni.
Su cosa non si distingue Eataly però è lo scopo finale: crescere, espandersi e conquistare nuove fette di mercato per ottenere maggiori ricavi, inoltre è equivalente anche dal punto di vista dei contratti di lavoro e delle condizioni lavorative. Precarietà, sfruttamento, straordinari dei lavoratori in numero elevato e perquisizioni sono gli elementi forti della ricetta di questo modello imprenditoriale made in Pd tra eco business e sfruttamento del buon tempo antico.
Non mancano ovviamente le critiche alla azienda e al suo proprietario Oscar Farinetti, il quale minaccia di querelare le persone pronte a esporre denunce contro Eataly.
Il patron si difende dalle accuse affermando che esse sono prive di fondamento ed alimentate da un linguaggio violento.
Inoltre si guarda bene dal rispondere alle contestazioni con argomenti pratici.
Auchan, Coop, Esselunga, Carrefour, Iper, Eurospin, Lidl, sono alcuni dei marchi e dei brand di supermercati che con i loro colori, luci e offerte invadono le nostre città. Il supermercato è un "fenomeno" che può essere inteso come emblema del consumismo e simbolo del capitalismo, poiché viviamo in una realtà tale per cui il carrello riempito fino all'orlo ci fa sentire bene e psicologicamente appagati.
L'industria alimentare non ha nessun interesse a fornirci alimenti di qualità, il suo unico interesse è produrre profitti senza badare all'etica. Le multinazionali alimentari, per provocare nelle persone la dipendenza da un alimento, spendono milioni di euro in ricerche di settore per capire quali ingredienti stimolino particolari ricettori del nostro cervello che ci fanno provare piacere. Per questo la maggior parte dei prodotti industriali sono pieni di sale, zuccheri e grassi.
Il capitalismo trasforma qualunque cosa in merce. L'attuale società impone nei paesi capitalisticamente avanzati un ciclo continuo di alimenti per riempire scaffali e frigoriferi di centri commerciali, fast food e ristoranti. Enormi quantità di cibo, dopo aver passato una selezione che scarta gli alimenti visivamente imperfetti, rimangono comunque invenduti a causa dell'impossibilità di essere riacquistati tutti ed inevitabilmente vengono buttati via.

## Applicazioni in ambito pubblicitario
Il capitalismo prende forma anche all'interno delle pubblicità attraverso una vera e propria opera di convincimento occulta. Con questo strumento offre agli spettatori di diversi media dei modelli sociali attraverso spot artistici che impiegano ad esempio grandi attori: un esempio può essere George Clooney che gusta una tazzina di caffè Nespresso seducendo il target femminile, oppure il mugnaio Antonio Banderas in uno spot Mulino Bianco. 
Il fine dello spot è quello di promuovere e vendere i prodotti del mercato, ma allo stesso tempo presentano merci che raccontano chi siamo, come il mercato ci vede o meglio come ci vorrebbe. La pubblicità può essere considerata come la voce del mercato, uno strumento attraverso il quale ci informa della presenza di un prodotto e allo stesso ci attrae all'acquisto. 
Il cibo inoltre non è considerato un oggetto da mangiare, ma ha la funzione di rappresentare attraverso la pubblicità modelli sociali verso cui tende la società.
Le aziende che producono cibo utilizzano la comunicazione pubblicitaria per far comprendere al consumatore che l'industria migliore è quella che si adatta alle esigenze del consumatore, trovando un bilanciamento tra gusto, sterilità e sicurezza. Di solito vengono sponsorizzati cibi processati che si sottraggono alla loro preparazione, ma che fanno credere al consumatore di essere stati preparati come se li avesse cucinati lui nella sua cucina. Inoltre fanno credere che tutti i lavoratori delle aziende sono orgogliosi di lavorare nelle loro aziende e prendono sempre a cuore la qualità per il bene del consumatore.
Negli spot viene mostrata molto spesso la famiglia intesa come luogo in cui si consuma il cibo in tutte le fasi del giorno. In queste occasioni emergono però delle caricature e stereotipi: un esempio può essere l'uomo che non sa cucinare ed educare i propri figli e bambini abituati a mangiare solo prodotti spazzatura. Il tutto avviene sempre all'interno di case bellissime lontane dai canoni della quotidianità di una famiglia standard.